# Дубно (авіабаза)
Авіабаза Дубно (також наводиться як Дубно північно-східний) — авіабаза України, розташована за 7 км на північний схід від Дубно.

## Історія
Почали будувати в 1960 році. Введена в експлуатацію в 1961 році. Це військова база з кількома кутовими руліжними доріжками, здатна паркувати близько 50 винищувачів. На аеродромі базувався 947-й бомбардувальний полк (в/ч 15558). Полк був розформований в 2001 році, боєздатні літаки були переведені на Луцький військовий аеродром, а сам аеродром припинив функціонувати у 2006 році. 2015 року розглядалася можливість перекваліфікації аеропорт в цивільний із залученням польського інвестора. Станом на 2015 рік на аеродромі повністю закинута злітна смуга та вкрай захаращена інфраструктура. Залишились лише пусті ангари, приміщення та злітна смуга, в більш-менш пристойному стані. Є військова охорона, адже об'єкт належить до МО України, а в разі надзвичайних подій повинен приймати повітряні судна.[неякісне джерело] За деякими даними об'єкт орендується китайськими бізнесменами. На 2017 рік тут частково розташована військова частина дорожно-комендантського батальйону. Його військовослужбовці відповідають за охорону пунктів пропуску на дорогах та пересування військових колон. У 2019 році планувалося відновити боєготовність летовища і розташувати там авіаційну комендатуру.

## Цікаві факти
На аеродромі знаходиться літак АН-2, який є власністю комерційної фірми. Свого часу пілот літака заблукав і приземлився тут. Піднятись в повітря, з військового стратегічного об'єкта літак не мав права, тому і залишився стояти опломбованим доки триває судова тяганина.[неякісне джерело]